# 다칭시
다칭시(중국어 간체자: 大庆市, 정체자: 大慶市, 병음: Dàqìng shì; 한국어: 대경시) 중국 헤이룽장성의 도시이다.
시이름은 시내의 다칭 유전에 유래한다. 1959년 9월 26일, 자오저우 현 다퉁 진 북서쪽의 가오타이쯔 부근에서 시굴이 행하여졌다.「송기삼정(松基三井)」이 석유 채굴에 성공하여 중국 동북지구 최초의 유전이 되었다. 유전 개발이 건국 10주년 직전에 이루어져 「대경유전(大慶油田)」이라 명명되었다.

## 지리
헤이룽장성의 서남부에 위치하고 동쪽은 하얼빈시, 서쪽은 치치하얼 시, 남쪽은 지린성에 접한다.

## 주민
주로 한족이며 만주족, 몽골족, 조선족, 후이족을 포함한 31개의 소수 민족이 거주한다.

## 경제
다칭의 경제는 석유와 관련 산업에 크게 의존하고 있다. 다칭 유전은 중국에서 가장 큰 유전이자 세계에서 네 번째로 석유 생산을 많이 하는 유전이다. 석유 산업은 전체 GDP의 60.8%를 차지한다. 2008년에 GDP는 2220억 위안이었고 1인당 GDP는 80092위안(11726달러)로 중국 659개 도시 중 8위를 차지하였다.
볼보자동차의 현지공장이 다칭에 있으며, 볼보 S90을 생산한다.

## 행정 구역

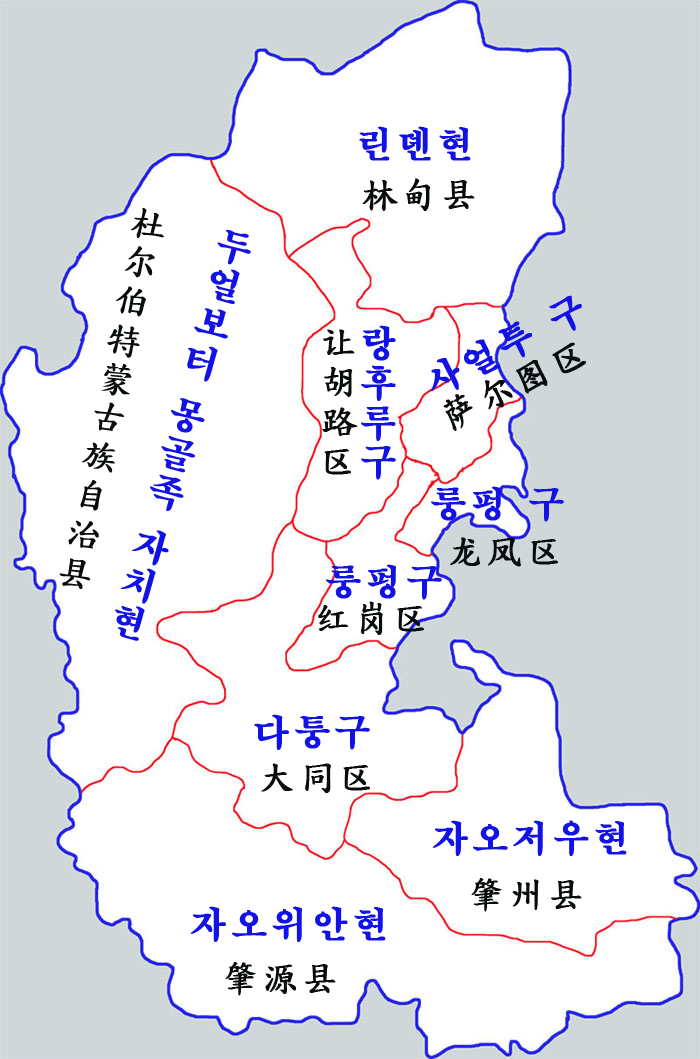
다칭 시 현급구역

5개의 구에 3개의 현, 1개의 자치 현, 26개의 진, 29개의 향, 3개의 민족향이 있다.
시할구
- 사얼투 구(萨尔图区)
- 룽펑 구(龙凤区)
- 랑후루 구(让胡路区)
- 훙강 구(红岗区)
- 다퉁 구(大同区)

현
- 자오저우 현(肇州县)
- 자오위안 현(肇源县)
- 린뎬 현(林甸县)

자치현
- 두얼보터 몽골족 자치현(杜尔伯特蒙古族自治县)이 있다.

## 자매 도시
다칭의 자매 도시는 다음과 같다:
- 중국 커라마이 시
- 중국 둥잉 시
- 캐나다 캘거리 (1985)
- 러시아 튜멘 (1992)
- 오스트레일리아 챠터스타워스 (2000)
- 남아프리카 공화국 이스트런던 (2001)
- 대한민국 충주시 (2008)